# Gonioma kamassi
Gonioma kamassi är en oleanderväxtart som beskrevs av Ernst Meyer. Gonioma kamassi ingår i släktet Gonioma och familjen oleanderväxter. Inga underarter finns listade i Catalogue of Life.